# Округ Ситрус (Флорида)
Ситрус (енгл. Citrus County) је округ у америчкој савезној држави Флорида. По попису из 2010. године број становника је 141.236.

## Демографија
Према попису становништва из 2010. у округу је живело 141.236 становника, што је 23.151 (19,6%) становника више него 2000. године.
| Група             | 2000.           | 2010.           |
| Белци             | 109.828 (93,0%) | 126.549 (89,6%) |
| Афроамериканци    | 2.791 (2,4%)    | 3.987 (2,8%)    |
| Азијати           | 901 (0,8%)      | 1.996 (1,4%)    |
| Хиспаноамериканци | 3.141 (2,7%)    | 6.584 (4,7%)    |
| Укупно            | 118.085         | 141.236         |